# Magdelainella hussoni
Magdelainella hussoni es una especie de escarabajo del género Magdelainella, familia Leiodidae.  Fue descrita por René Gabriel Jeannel en 1934. Se encuentra en Serbia y Montenegro.